# 熊本市立西原中学校
熊本市立西原中学校（くまもとしりつ にしばるちゅうがっこう）は、熊本県熊本市東区保田窪四丁目にある公立中学校。

## 沿革
- 1977年
  - 4月 - 熊本市立帯山中学校より分離し開校。1年6クラス、2年6クラス、3年なし。
  - 6月 - 西原中生徒会発足。
  - 9月 - 校章決定。
- 1979年
  - 3月 - 西原中同窓会発足。
  - 4月 - 体育館落成。
- 1986年11月 - 創立10周年記念式式典挙行。
- 1990年9月 - 校訓「仁、健、知、翔」を制定。
- 1991年4月 - 熊本市立長嶺中学校が西原中から分校。
- 1996年10月 - 創立20周年記念式典挙行。
- 2006年11月 - 創立30周年記念式典挙行。

## 歴代校長
- 初代 秋森洋一（1977年4月〜1984年3月）
- 第2代 榮正一郎（1984年4月〜1987年3月）
- 第3代 下川和幸（1987年4月〜1990年3月）
- 第4代 松浦 潔（1990年4月〜1992年3月）
- 第5代 中熊清則（1992年4月〜1995年3月）
- 第6代 白石 修（1995年4月〜1996年3月）
- 第7代 岡田克之（1996年4月〜1997年3月）
- 第8代 上田長利（1997年4月〜2001年3月）
- 第9代 大塚健一郎（2001年4月〜2004年3月）
- 第10代 山並信久（2004年4月〜2006年3月）
- 第11代 管野哲雄（2006年4月〜）

## クラブ活動

### 運動部
- サッカー部
- 野球部
- 剣道部
- 卓球部
- 水泳部
- 男子バレーボール部
- 女子バレーボール部
- 男子バスケットボール部
- 女子バスケットボール部
- 男子ソフトテニス部
- 女子ソフトテニス部
- 陸上部短距離
- 陸上部長距離

### 文化部
- 吹奏楽部
- コーラス部
- 書道部
- 美術部(男女混合)
- 放送部

## 校区
- 熊本市立帯山小学校の一部
- 熊本市立託麻西小学校の一部
- 熊本市立月出小学校の一部
- 熊本市立西原小学校

【中央区】
帯山4丁目57番地、帯山5丁目（32番14号〜15号、33番11号〜14号、34番〜41番）帯山6丁目（全域）、帯山7丁目（全域）、帯山8丁目（全域）、帯山9丁目（全域）
【東区】
帯山4丁目56番、下南部1丁目（全域）、下南部3丁1番〜3番、新南部1丁目（全域）、新南部2丁目（全域）、新南部3丁目（全域）、新南部4丁目（全域）、新南部5丁目（全域）、新南部6丁目（全域）、渡鹿8丁目（全域）、渡鹿9丁目（全域）、西原1丁目（全域）、西原2丁目（全域）、西原3丁目（1番7号、1番10号、1番17号、1番30号、1番35号、1番59号、1番61号、1番73号〜83号、2番〜5番）、八反田1丁目（1番〜2番、3番1号〜73号、3番75号〜終号、4番、5番1号〜23号、6番、7番〜9番、10番1号〜17号、11番、12番1号〜23号、13番〜18番）、八反田2丁目（全域）、八反田3丁目（1番〜5番、7番〜21番、22番1号〜25号、22番42号〜73号）、保田窪本町（全域）、保田窪2丁目（1番、3番20号〜35号）、保田窪3丁目（全域）、保田窪4丁目（全域）、保田窪5丁目（全域）、御領1丁目（全域）、御領2丁目1番〜2番、長嶺西1丁目（全域）、長嶺西2丁目（全域）、長嶺西3丁目（全域）、長嶺東1丁目9番、月出8丁目（全域）、長嶺南1丁目（全域）、長嶺南2丁目（全域）

## 交通アクセス
- JR九州 豊肥本線 東海学園前駅から徒歩約25分。

## 著名な卒業生

### 財界
- 平野洋一郎 - アステリア創業者

### 芸術・芸能
- 石原壮馬 - 俳優
- 田尻浩章 - 声優
- 橋本博行 - 劇作家、脚本家

### マスコミ
- 武田真一 - フリーアナウンサー、元NHKアナウンサー
- 中島ヒロト - ラジオDJ・パーソナリティ
- 山本恵里伽 - TBSアナウンサー

### スポーツ
- 上田桃子 - 女子プロゴルファー
- 潮崎豪 - プロレスラー
- 紫垣綾花 - 女子プロゴルファー
- 末續慎吾 - 陸上競技選手、2003年世界陸上パリ大会男子200m銅メダリスト
- 富田宇宙 - パラ競泳選手、ブラインドダンサー
- 西弘則 - サッカー選手

## 学校周辺
- 熊本赤十字病院